# Lina Tsaldari
Lina Tsaldari (griechisch Λίνα Τσαλδάρη, * 1887 in Athen; † 17. Oktober 1981 in New York City) war eine griechische Politikerin (ERE) und die erste Ministerin ihres Landes.

## Leben
Lina Lambrou war die Tochter des Historikers Spyridon Lambros, der von Oktober 1916 bis Februar 1917 griechischer Ministerpräsident war. Im Jahr 1919 heiratete sie den Politiker Panagis Tsaldaris (1868–1936), der von 1932 bis 1935, mit einer zweimonatigen Unterbrechung im Frühjahr 1933, als Ministerpräsident diente.
Tsaldari setzte sich in Griechenland für das Frauenwahlrecht ein. Sie begann ihre politische Laufbahn als Witwe. Im Jahr 1952 vertrat sie Griechenland im UN-Ausschuss für die Stellung der Frau und setzte sich für die Gleichstellung ein. Als Abgeordnete der ERE (Nationalradikale Union) war Tsaldari von 1956 bis 1958 Mitglied des Parlaments. Zu gleicher Zeit diente sie von 29. Februar 1956 bis zum 5. März 1958 als Ministerin für Wohlfahrt im zweiten Kabinett von Konstantinos Karamanlis.
Anschließend war Tsaldari bis 1962 Vertreterin Griechenlands in der Parlamentarischen Versammlung des Europarats.
Lina Tsaldari starb am 17. Oktober 1981 an einem Schlaganfall.

## Schriften
- Ethnikai koinōnikai politikai prospatheiai. 1961